# Pandémie de Covid-19 en Corse
Cet article présente la situation en ce qui concerne la pandémie de maladie à coronavirus de 2019-2020 (COVID-19) en Corse.

## Statistiques

### Nouveaux cas quotidiens
| Nouveaux cas quotidiens de COVID-19 déclarés en Corse                                                                  | 0 |  |
| Pour des raisons techniques, il est temporairement impossible d'afficher le graphique qui aurait dû être présenté ici. |   |  |

### Statistiques par départements
| Région/Territoire | Département  | Nombre de         | Nombre de | Nombre de                          | Nombre de | Nombre de                          | Nombre de |
| Région/Territoire | Département  | Population (2017) | Cas       | Décès au 15 avril[réf. nécessaire] | ‰         | Hosp. au 15 avril[réf. nécessaire] | ‰         |
| ----------------- | ------------ | ----------------- | --------- | ---------------------------------- | --------- | ---------------------------------- | --------- |
| Corse             | Corse-du-Sud | 157 249           | 271       | 36                                 | 0,23      | 69                                 | 0,45      |
| Corse             | Haute-Corse  | 177 689           | 271       | 5                                  | 0,03      | 14                                 | 0,02      |

## Mesures locales
Le 8 mars, les préfets de Corse et de Corse-du-Sud annoncent un ensemble de mesures :
- fermeture des établissements scolaires d'Ajaccio du 9 mars au 22 mars ;
- interdiction des rassemblements de plus de 50 personnes. Les cérémonies dans les lieux de culte (mariages, obsèques, baptêmes) sont maintenues en limitant le nombre de participants. Cette interdiction ne s’applique pas à l’activité normale des commerces, des entreprises, des restaurants et des bars, mais les séminaires, soirées… de plus de 50 personnes seront interdits ;
- obligation pour les manifestations sportives de se dérouler à huis clos ;
- fermeture des piscines (sauf pour les compétitions à huis clos).

Le 11 mars, il est annoncé que tous les établissements scolaires ferment jusqu'au 29 mars. L'île compte 51 cas dont 7 nouveaux cas à Bastia. Tous les rassemblements de plus de 50 personnes sont interdits. Jean-Guy Talamoni, président de l'Assemblée de Corse, demande que les liaisons aériennes et maritimes entre la Corse et l'Italie soient suspendues.